# Stereotyper
Stereotyper er fælles social repræsentationer. 
Stereotyper er kategorier men er sædvanligvis stivnede og simplificede repræsentationer og ofte overdrevne og negative.
Stereotyper har tidligere været brugt synonymt med begrebet fordomme, men nu betragtes en fordom indenfor psykologien for en holdning.
Stereotyper kan være nationalitets-, alders-, handicap-, seksuelt-, job-, køns-, skønheds- og etnisk relateret.
Flere undersøgelser af stereotypeforestillingerne blandt studerende på Princeton University viser, at for eksempel amerikanere anses for materialistiske, italienere for følelsesladede, sorte for musikalske, tyskere og japanere for arbejdsomme, englændere for konservative, jøder for ambitiøse, irere for hidsige og kinesere for loyale mod familien. En anden undersøgelse viste, at tyskere opfattede sig selv som hårdtarbejdende. Franskmænd opfattede tyskere som dominerende og hårdtarbejdende.

## I kunst
Begrebet stereotyp er ofte brugt i en ringeagtende betydning om en endimensional personopfattelse eller en endimensional personskildring i en roman, en film, en revy eller lignende. Den stereotype personskildring eller personopfattelse er baseret på en serie folkelige vaneforestillinger, der kan have karakter af generaliserende fordomme, men den kan også være helt fiktiv og opfundet i komisk eller kunstnerisk øjemed. Stereotyp personskildring har fra gammel tid været en fast ingrediens i folkelige teaterforestillinger, og den særlige danske folkekomedie-filmtype for hele familien var i udpræget grad baseret på stereotyp personskildring og genkendelsens glæde i samme forbindelse. En hel del flade vitser og karikeret filmhumor er baseret på sådanne stereotype klichéer. Humoren i den satiriske engelske tv-serie 'Allo 'Allo!, hvis handling udspiller sig i en lille fransk by under 2. Verdenskrig med kroværten René som den centrale figur), var baseret på at gøre tykt grin med stereotype klichéer (I shall tell this only wance). 
Her er nogle eksempler på typiske sådanne klichéer i tilfældig orden:
- den fulde grønlænder
- den gerrige skotte
- den dumme blondine
- den smarte sælger
- den snedige ældre frøken (Miss Marple)[3]
- den snu bonde (jf. udtrykket bondesnu)
- den distræte professor (professor Tournesol fra Tintins oplevelser)
- den labre barmfagre dulle
- den pengegriske jøde (Købmanden fra Venedig)[4]
- den flegmatiske englænder (kendes på det nasale sprog)
- den livsglade og umiddelbare italiener
- den musikalske sorte
- det rørende ufordærvede barn
- den storrygende og fordrukne privatdetektiv (Raymond Chandler, Film noir)
- den joviale sjællænder (kendes på accenten)
- den stoute jyde (Jyden, han er stærk å sej)[5]
- den forgældede greve og levemand
- den forkælede tøs
- den bryske officer (Oberst Hackel)[6]
- den sippede tante
- den åndshovmodige men ludfattige student
- den dumme molbo
- den nervøse jødiske hypokonder (Woody Allen)
- den servile tjener
- den uskyldige og jævne dansker
- den snyltende fremmede
- den seriøse svensker
- den hidsige tysker
- den strikse tysker
- den tapre og standhaftige soldat
- den traurige finne
- den fattige digter (hovedpersonen i Knut Hamsuns roman Sult)
- den heltemodige kassedame
- den pralende nordmand (Kom til Norge min far!)
- den iskolde unge blonde ss-mand
- den naive århusianer (kendes på dialekten!)
- den djærve kjøvenhavnske arbejderklassemand (Flyttemand Olsen fra tv-serien Huset på Christianshavn)
- den snobbede overklassefrue (Fru bankdirektør Varnæs)[6]
- den fiffige tjener (Henrik)[7]
- den praktiske tjenestepige (Pernille, Agnes)[7][6]
- den moraliserende olding (Jeronimus)[7]
- den erotisk henrivende og forførende franskmand
- den tvære svigermor
- den dovne mexicaner
- den ædle vilde